# NGC 668
NGC 668 (другие обозначения — UGC 1238, MCG 6-5-3, ZWG 521.80, ZWG 522.1, IRAS01434+3612, PGC 6502) — спиральная галактика (Sb) в созвездии Андромеда. Открыта Эдуаром Стефаном в 1880 году. Описание Дрейера: «довольно тусклый, довольно маленький объект круглой формы, более яркий в середине».
Этот объект входит в число перечисленных в оригинальной редакции «Нового общего каталога».
Вместе с NGC 662, NGC 669 и несколькими другими галактиками входит в скопление галактик Abell 262, которое является частью сверхскопления Персея-Рыб. Присоединение объекта к скоплению Abel 262 не всегда считалось самоочевидным, в частности галактика включалась в скопление Abel 426.
Галактика NGC 668 входит в состав группы галактик NGC 669. Помимо NGC 668 в группу также входят ещё 34 галактик.